# Petală

Diagrama redă părțile componente ale unei flori; periantul este separat în caliciu (sepale) și corolă (petale).

Petalele (singular, petală) sunt frunze modificate care înconjoară floarea și protejează (înainte de deschiderea sa) organe reproductive ale plantei. Sunt adesea viu colorate sau se prezintă ca având forme neobișnuite pentru a atrage polenizatorii.
Toate petalele unei singure flori formează  corola  sa. Petalele sunt adesea protejate de un alt grup special de frunze modificate, numite sepale, care formeazăă caliciul florii, aflat imediat sub corolă.
Există plante la care nu se poate face distincția între petale și sepale; atunci ansamblul petalelor și sepalelor se numește colectiv tepale. Example de plante, la care termenul de tepale este corect, sunt genurile Aloe și Tulipa. Similar, genuri ca Rose și Phaseolus prezintă sepale și petale clar distincte.

## Corola

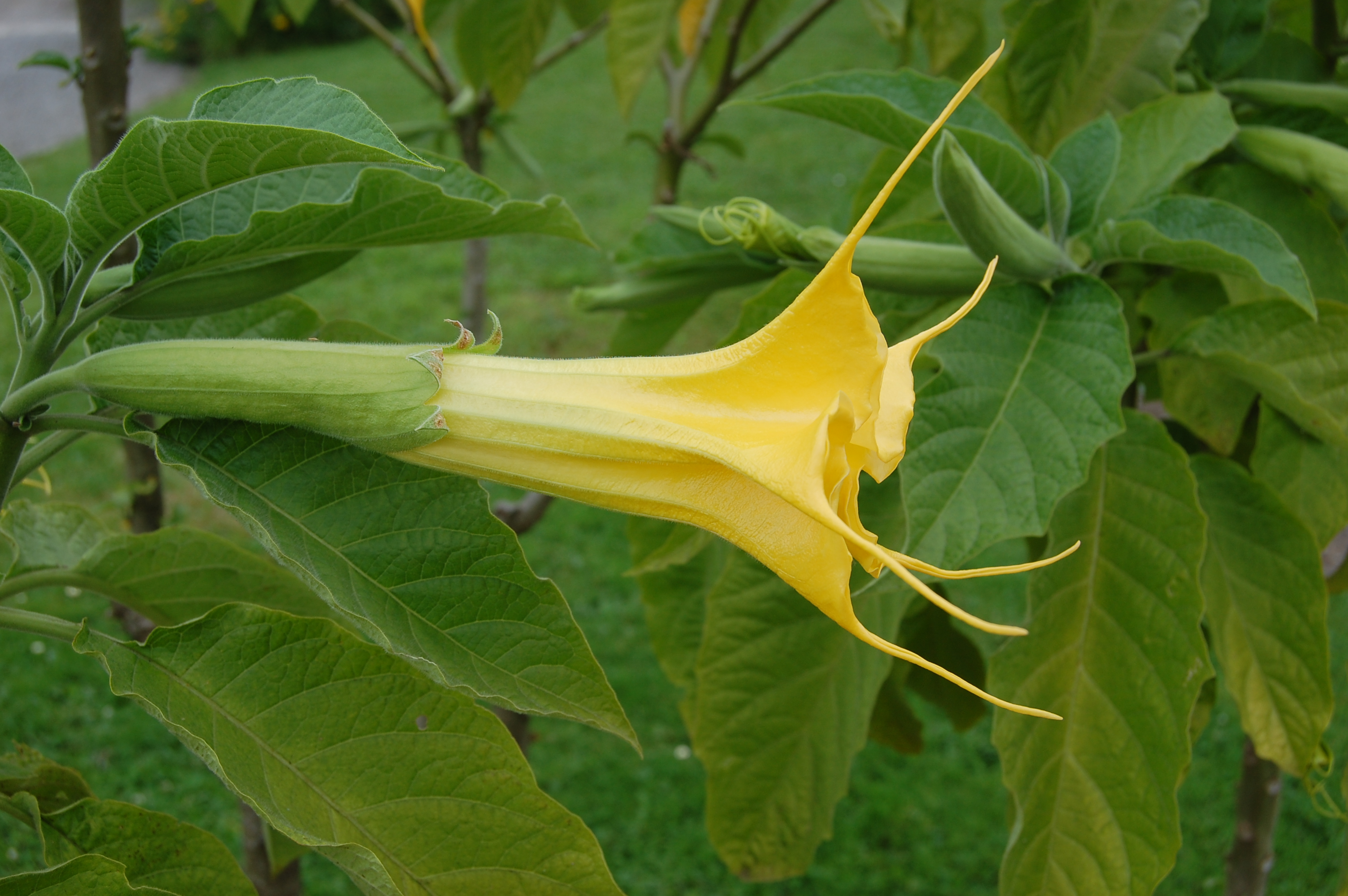
Corola acestei flori este tubulară, iar caliciul său este de asemenea tubular, învelind și protejând corola.

Rolul corolei în evoluția plantelor a fost studiat intens de când Charles Darwin a postulat teoria originii corolelor elongate și a corolelor tubulare. 
Dacă petalele sunt independente una de alta, atunci planta este polipetală, iar dacă sunt fuzionate, cel puțin parțial, atunci planta este gamopetală. Corola unor anumite plante este tubulară.

## Variații

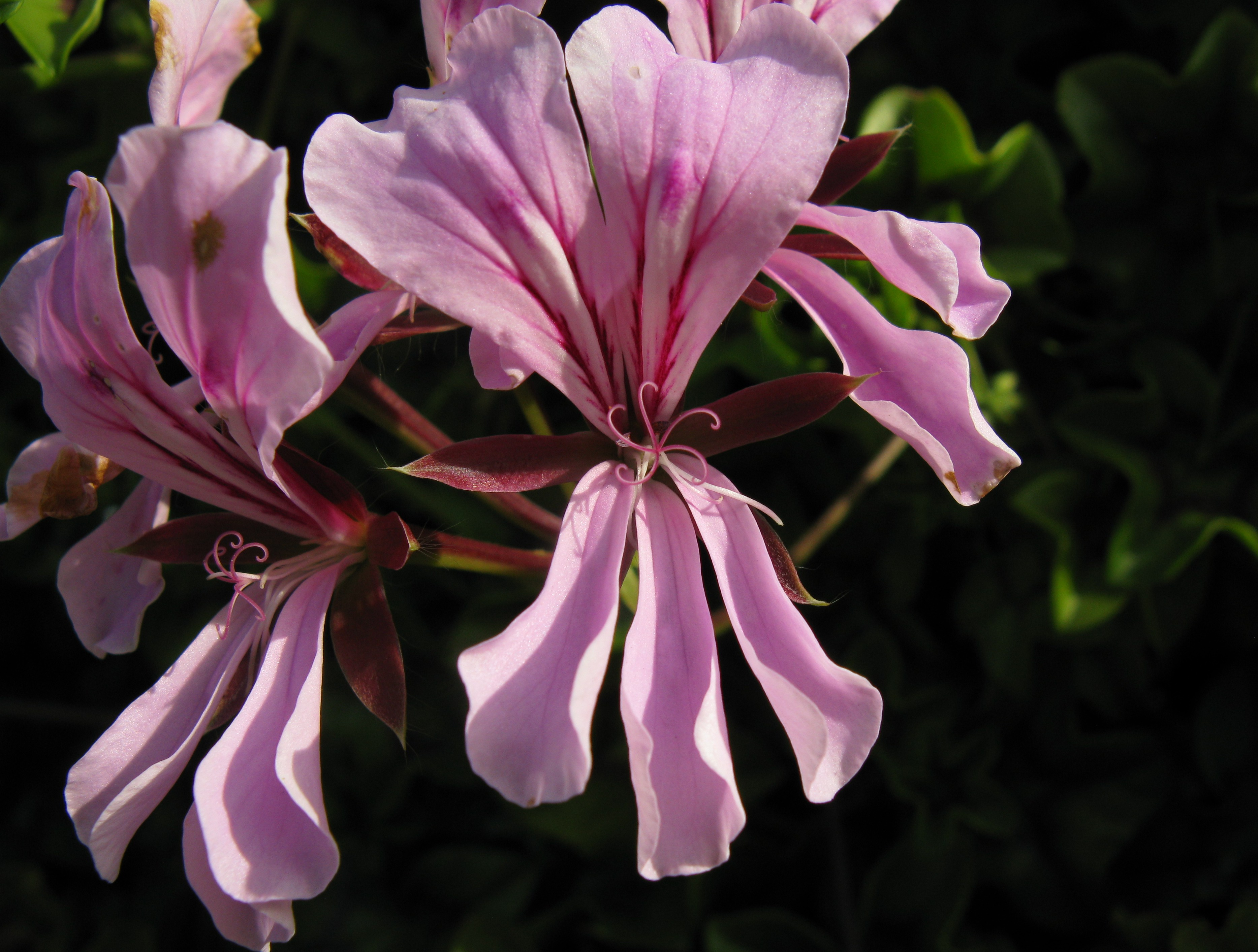
Pelargonium peltatum - structura sa florală este aproape identică cu cea a mușcatei, dar este ... zigomorfă

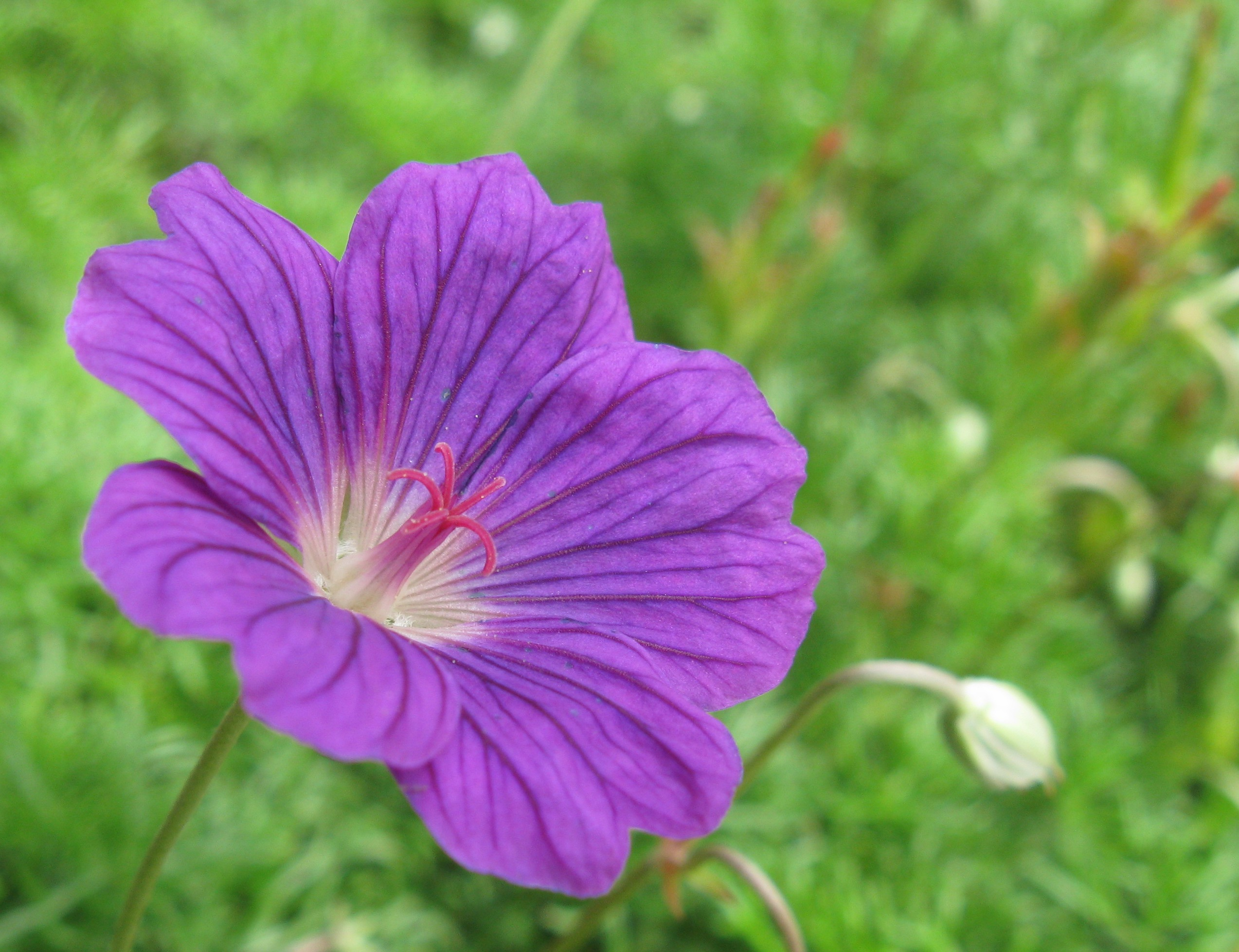
Geranium incanum

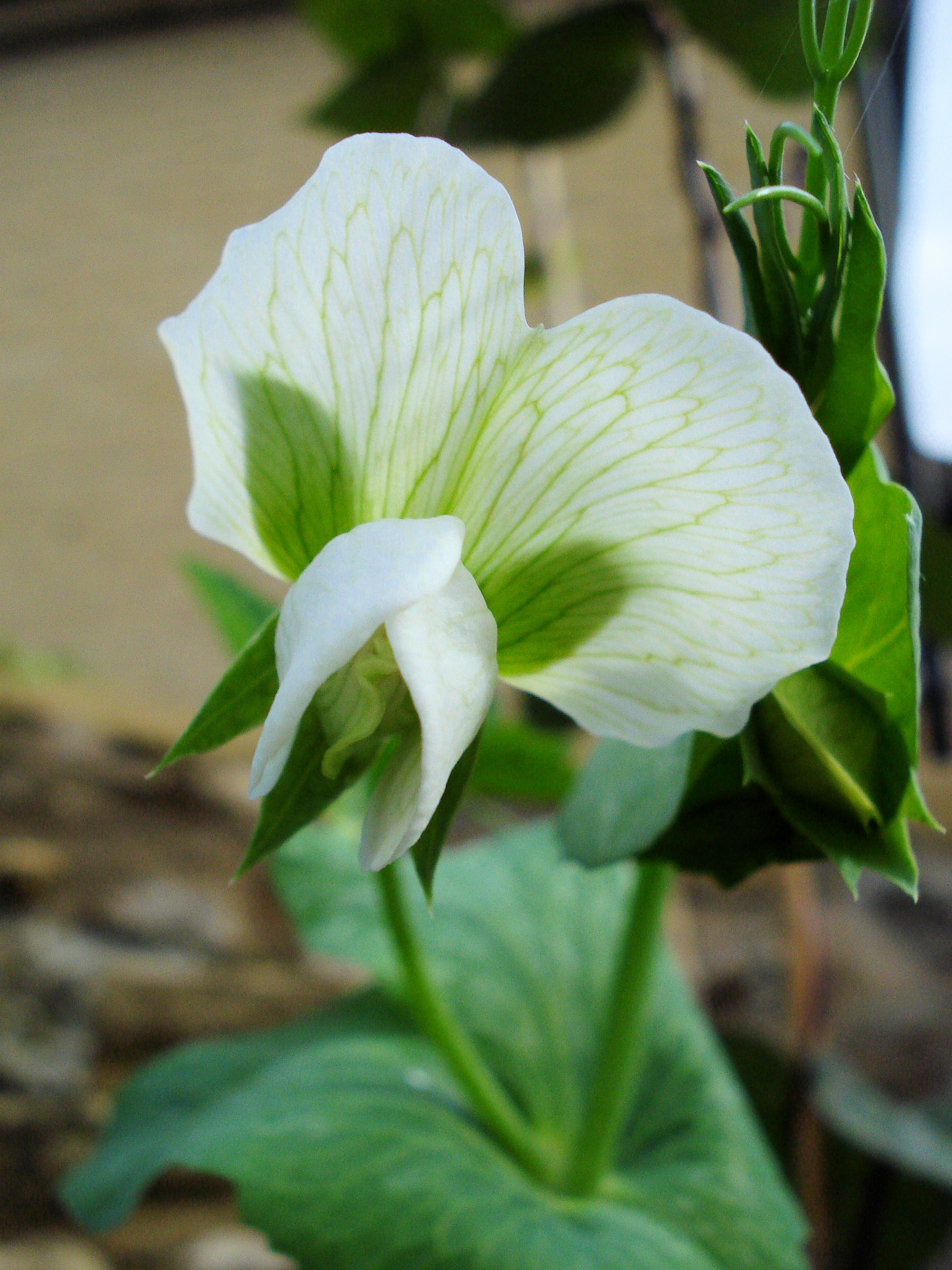
O floare zigomorfă, cea de „mazărea albă"

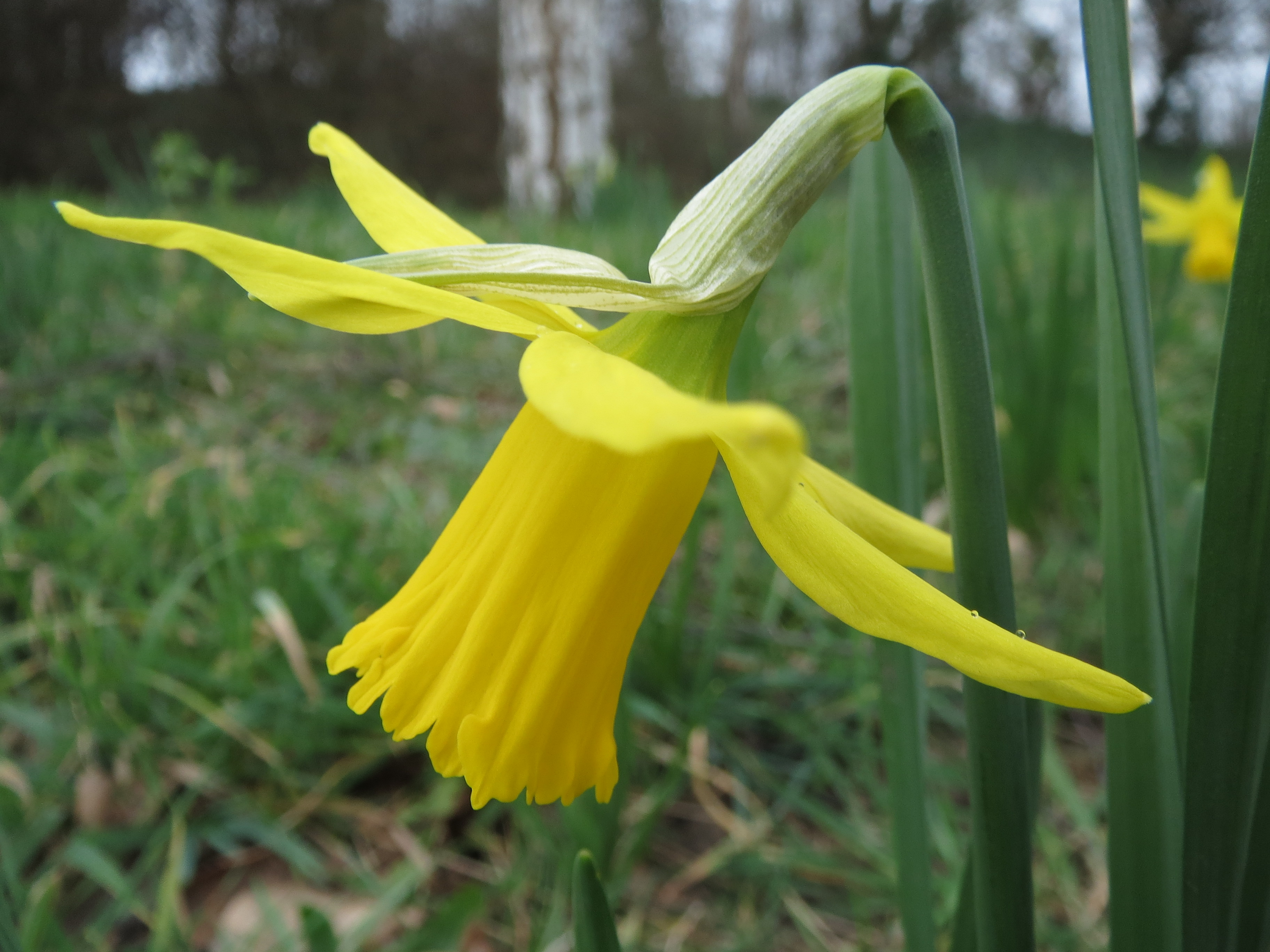
Narcissus pseudonarcissus, se observă tepalele, coroana și cupa florală.

Petalele variază „dramatic” pentru diferite specii. Numărul de petale ale unei flori sunt importante în clasificarea plantei. Spre exemplu, florile eudicotiledonatelor (cel mai mare grup de dicotiledonate) au cel mai adesea patru sau cinci petale, în timp ce florile monocotiledonatelor au trei sau șase petale, deși există și excepții. 